# Scopula septentrionis
Scopula septentrionis là một loài bướm đêm trong họ Geometridae.